# خوزه سگوویا
خوزه سگوویا (انگلیسی: José Segovia؛ زادهٔ ۱۳ آوریل ۱۹۹۱) بازیکن فوتبال اهل اسپانیا است.